# Zabromorphus longicollis
Zabromorphus longicollis är en skalbaggsart som först beskrevs av Sylvain Auguste de Marseul 1854.  Zabromorphus longicollis ingår i släktet Zabromorphus och familjen stumpbaggar. Inga underarter finns listade i Catalogue of Life.